# English National Ice Hockey League 1998/99
Die Saison 1998/99 war die dritte Austragung der englischen nationalen Eishockeyliga, der English League. In diesem Jahr wurde die Liga in eine Premier Division und eine Division I aufgeteilt, wobei die Premier League nach der Ice Hockey Superleague und der British National League seit diesem Jahr die 3. Liga des britischen Eishockeys darstellt und die National League Division I die vierte Ebene. An ihr nahmen nur englische Mannschaften teil.

## Modus und Teilnehmer
Die Mannschaften spielten in regionalen Gruppen, einer North Conference und South Conference. In einer Einfachrunde spielte jeder gegen jeden. Die jeweils ersten Vier einer Gruppe spielten anschließend untereinander um zwei Plätze für die Endrunde. Dort wurde dann in Play-offs mit Hin- und Rückspiel der Gesamtsieger ermittelt.

## North Conference

### Hauptrunde
Die Mannschaften Grimsby Buffalos, Flintshire Freeze (aus Queensferry/Deeside) und Nottingham Lions stießen zur Liga hinzu, während die Blackburn Hawks und die Solihull Barons die Liga Richtung Premier Division verließen. Zudem wechselten die Telford Tigers von der North- in die South Conference.
| Platz | Mannschaft            | Spiele | S  | U | N  | Tore    | Punkte |
| ----- | --------------------- | ------ | -- | - | -- | ------- | ------ |
| 1     | Billingham Bombers    | 18     | 15 | 1 | 2  | 224: 76 | 31     |
| 2     | Altrincham Aces       | 18     | 13 | 1 | 4  | 106: 77 | 27     |
| 3     | Sunderland Chiefs     | 18     | 12 | 2 | 4  | 132: 72 | 26     |
| 4     | Flintshire Freeze     | 18     | 13 | 0 | 5  | 114: 79 | 26     |
| 5     | Kingston Jets II      | 18     | 12 | 1 | 5  | 139: 84 | 25     |
| 6     | Whitley Warriors      | 18     | 7  | 2 | 9  | 94:108  | 16     |
| 7     | Sheffield Spartans II | 18     | 6  | 1 | 11 | 96: 99  | 13     |
| 8     | Nottingham Lions II   | 18     | 5  | 0 | 13 | 80:149  | 10     |
| 9     | Bradford Bulldogs     | 18     | 2  | 0 | 16 | 57:173  | 4      |
| 10    | Grimsby Buffalos      | 18     | 1  | 0 | 17 | 68:193  | 2      |

Legende: S–Siege, U–Unentschieden, N–Niederlage

### Play-offs
| Platz | Mannschaft         | Spiele | S | U | N | Tore  | Punkte |
| ----- | ------------------ | ------ | - | - | - | ----- | ------ |
| 1     | Billingham Bombers | 6      | 4 | 1 | 1 | 42:25 | 9      |
| 2     | Sunderland Chiefs  | 6      | 4 | 0 | 2 | 33:30 | 8      |
| 3     | Altrincham Aces    | 6      | 2 | 0 | 4 | 21:31 | 3      |
| 4     | Flintshire Freeze  | 6      | 2 | 1 | 4 | 24:34 | 3      |

## South Conference

### Hauptrunde
Vier Mannschaften, die Chelmsford Chieftains, Whightlink Raiders, Swinon Wildcats und Romford Raiders verließen die Liga, während die Waliser Cardiff Devils hinzustießen. Zudem wechselten die Telford Tigers aus der North Conference in die South Conference.
| Platz | Mannschaft                | Spiele | S  | U | N  | Tore    | Punkte |
| ----- | ------------------------- | ------ | -- | - | -- | ------- | ------ |
| 1     | Cardiff Devils II         | 16     | 14 | 2 | 0  | 166: 34 | 30     |
| 2     | Basingstoke Buffalo II    | 16     | 12 | 0 | 4  | 121: 48 | 24     |
| 3     | Slough Jets II            | 16     | 10 | 1 | 5  | 81: 85  | 21     |
| 4     | Haringey Racers           | 16     | 9  | 0 | 7  | 88: 56  | 18     |
| 5     | Telford Tigers II         | 16     | 7  | 1 | 8  | 75: 75  | 15     |
| 6     | Solent Devils             | 16     | 6  | 1 | 9  | 56: 85  | 13     |
| 7     | Bracknell Hornets II      | 16     | 5  | 0 | 11 | 71: 94  | 10     |
| 8     | Peterborough Islanders II | 16     | 4  | 0 | 12 | 50:137  | 8      |
| 9     | Invicta Dynamos II        | 16     | 2  | 1 | 13 | 40:125  | 5      |

Legende: S–Siege, U–Unentschieden, N–Niederlage

### Play-offs
| Platz | Mannschaft             | Spiele | S | U | N | Tore  | Punkte |
| ----- | ---------------------- | ------ | - | - | - | ----- | ------ |
| 1     | Cardiff Devils II      | 6      | 5 | 1 | 0 | 37:24 | 11     |
| 2     | Haringey Racers        | 6      | 3 | 1 | 2 | 36:24 | 7      |
| 3     | Slough Jets II         | 6      | 1 | 2 | 3 | 23:31 | 4      |
| 4     | Basingstoke Buffalo II | 6      | 1 | 0 | 5 | 28:45 | 2      |